# Иджинский сельсовет
Иджинский сельсовет — сельское поселение в Шушенском районе Красноярского края.
Административный центр — село Иджа.

## История
Статус и границы сельского поселения установлены Законом Красноярского края от 24 декабря 2004 года № 13-2866 «Об установлении границ и наделении соответствующим статусом муниципального образования Шушенский район и находящихся в его границах иных муниципальных образований»

## Население
| 2010 | 2012 | 2013 | 2014 | 2015 | 2016 | 2017 |
| ---- | ---- | ---- | ---- | ---- | ---- | ---- |
| 710  | ↘704 | ↗715 | ↗722 | ↘689 | ↘685 | ↘658 |

## Состав сельского поселения
В состав сельского поселения входят 2 населённых пункта:
| № | Населённый пункт | Тип населённого пункта       | Население |
| - | ---------------- | ---------------------------- | --------- |
| 1 | Иджа             | село, административный центр | 637       |
| 2 | Труд             | деревня                      | 73        |

## Местное самоуправление
Иджинский сельский Совет депутатов
Дата избрания: 08.09.2013. Срок полномочий: 5 лет
Глава муниципального образования
- Филиппов Сергей Николаевич. Дата избрания: 08.09.2013. Срок полномочий: 5 лет